# U3

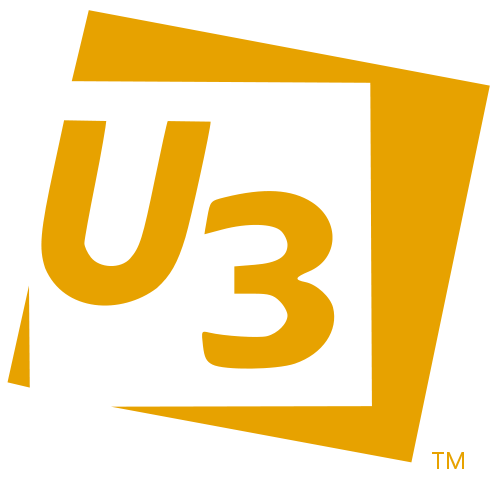
Logo de U3.LLC

U3 LLC é um empreendimento conjunto (joint venture) da Sandisk e sua subsidiária, M-Systems. U3 é responsável pelo desenvolvimento de uma especificação de projeto de aplicação proprietária criada para sistemas operacionais Microsoft Windows para que programas possam ser executados diretamente de um pen drive especificamente formatado (por exemplo, pode ser executado sem que antes seja instalado no computador). Programas têm permissão para gravar arquivos ou informações de registro no computador local, mas essa informação deve ser removida quando o pen drive é ejetado. Na verdade, customizações e configurações são armazenadas na própria aplicação do pen drive que permite que um software seja executado em qualquer computador com as mesmas configurações.
Pen drives aderindo às especificações U3 são marcadas como "U3 smart drives" no site U3.com. "U3 smart drives" diferem dos pen drives tradicionais porque eles vêm com o U3 Launchpad pré-instalado, o qual emula o "Menu Iniciar" dos sistemas operacionais Windows e controla instalação de programas.